# Stade Álvarez Claro
Le stade Álvarez Claro est un stade basé à Melilla en Espagne. Il est uniquement utilisé pour les rencontres de football. Construit en 1945, le stade peut accueillir 10'000 spectateurs. La construction a coûté 4 millions de pesetas.
L'équipe hôte est l'UD Melilla. Le stade est inauguré le 29 septembre 1945, à l'occasion d'un match de l'équipe mélillienne face à l'Atlético Madrid,.